# Суткус, Бруно
Борис Антонович Суткус (14 мая 1924 — 29 августа 2003) — немецкий снайпер литовского происхождения, воевавший на восточном фронте Второй мировой войны. Официально уничтожил 209 солдат.

## Биография
Бронюс Суткус родился в городе Танненвальде (ныне Чкаловск). По отцу литовец, что означало, что Суткус не являлся немцем по национальности. В 1938 году Суткус вступил в гитлерюгенд, получив звание шарфюрера, в 18 лет стал членом СА. Его меткая стрельба была высоко оценена командованием, и он получил личную снайперскую винтовку. В 1941 году получил немецкое гражданство. На счету Суткуса 209 подтверждённых поражённых целей, за 6 месяцев (июнь — ноябрь 1944).
С августа 1943 года обучался в снайперском училище в Вильнюсе, в конце декабря 1943 был принят в 68-ю пехотную дивизию. В январе 1945 года стал инструктором в снайперской школе. Уже в конце войны, понимая, что он может стать желанным трофеем, Суткус избавляется от всех знаков отличия и попадает в плен к американцам. После недолгого пребывания в плену, он отправляется к родственникам, в Лейпциг. Подкупив местных контрразведчиков, он получает фальшивые справки, и после фильтрационных лагерей направляется в Литву. В коммунистической Литве бывший снайпер смог продержаться до 1949 года, именно тогда его жена была признана неблагонадежной и подлежала ссылке в Сибирь, вместе с ней отправился и Бруно Суткус.
Уже в Сибири Суткус попал под плотное внимание органов госбезопасности. Роковой случай произошел в феврале 1956 года, когда Суткус был вызван в райцентр. Офицеры КГБ предъявили фотографии бывшего снайпера с его церемонии награждения, Суткус был раскрыт. По странному стечению обстоятельств он не был расстрелян, более того – никаких карательных мер применено не было. Бруно Суткус устроился работать на угольную шахту, а через год внезапно получил советский паспорт.
В 1969 году Борис Антонович (так Суткус был записан в советских документах) был проездом в Москве. Пытаясь дать ход своему плану - вернуться в Германию, он сумел передать письмо, с просьбой о гражданстве, в посольство ФРГ. Через несколько дней его ждала встреча с представителями КГБ и крах надежд о выезде на родину. Бруно Суткус смог вернуться в Германию лишь в 1991 году.
Умер в 2003 году.

## Награды
- Железный крест 2-го класса (6 июля 1944)
- Чёрный знак «За ранение» (7 сентября 1944)
- Железный крест 1-го класса (16 ноября 1944
- Золотая нашивка снайпера (21 ноября 1944)
- Серебряный штурмовой пехотный знак (29 ноября 1944)
- Серебряный знак «За ранение» (1 марта 1945)
- Упоминался в Вермахтберихт (25 ноября 1944)